# Francisca de Oviedo y Palacios

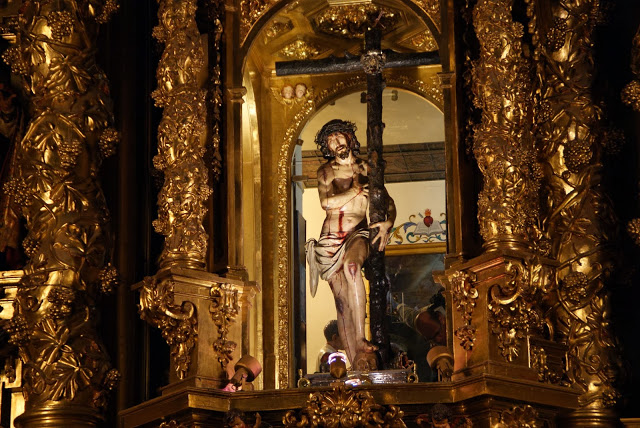
Cristo de la Victoria, Serradilla

Francisca de Oviedo y Palacios (Plasencia, Cáceres 1588-Serradilla, Cáceres, 1659) fue una monja agustina recoleta española.

## Biografía
En la Villa de Serradilla, comunidad autónoma de Extremadura, fundó en 1656 el convento del Cristo de la Victoria, perteneciente a la orden de las Agustinas Recoletas, mediante los 600.000 ducados en almoinas que reunió en la provincia de Cáceres y la Corte de Felipe IV de España. Promovió la construcción de un hospital en la misma localidad destinada a los pobres. Impulsó la concepción de la imagen del Santísimo Cristo de la Victoria, obra del escultor Domingo de Rioja, realizada hacia 1635 donde fue venerada en Madrid en la Iglesia de San Ginés y en la capilla del Palacio Real, y en Plasencia hasta llegar en 1641 en Serradilla. Popularmente es conocida con el sobrenombre de "la beata" aunque no hay reconocimiento oficial por parte de la Iglesia Católica.
En la Villa de Serradilla, hay una estatua en bronce delante de la fachada del convento de las Agustinas Recoletas que ella había fundado, así como una calle en su honor.